# اچ‌ام‌اس وردون (ال۹۳)
اچ‌ام‌اس وردون (ال۹۳) (به انگلیسی: HMS Verdun (L93)) یک کشتی بود که طول آن ۳۰۰ فوت (۹۱٫۴ متر) بود. این کشتی در سال ۱۹۱۷ ساخته شد.